# Beatles ’64
Beatles ’64 ist ein US-amerikanischer Dokumentarfilm über die Beatles von David Tedeschi, der im Wesentlichen auf den US-Dokumentarfilm What’s Happening! The Beatles in the U.S.A. der Regisseure Albert und David Maysles aus dem Jahr 1964 basiert. Am 29. November 2024 wurde der Film  Beatles ’64 von Apple auf Disney+ veröffentlicht.

## Vorgeschichte

USA-Tourroute im Februar 1964

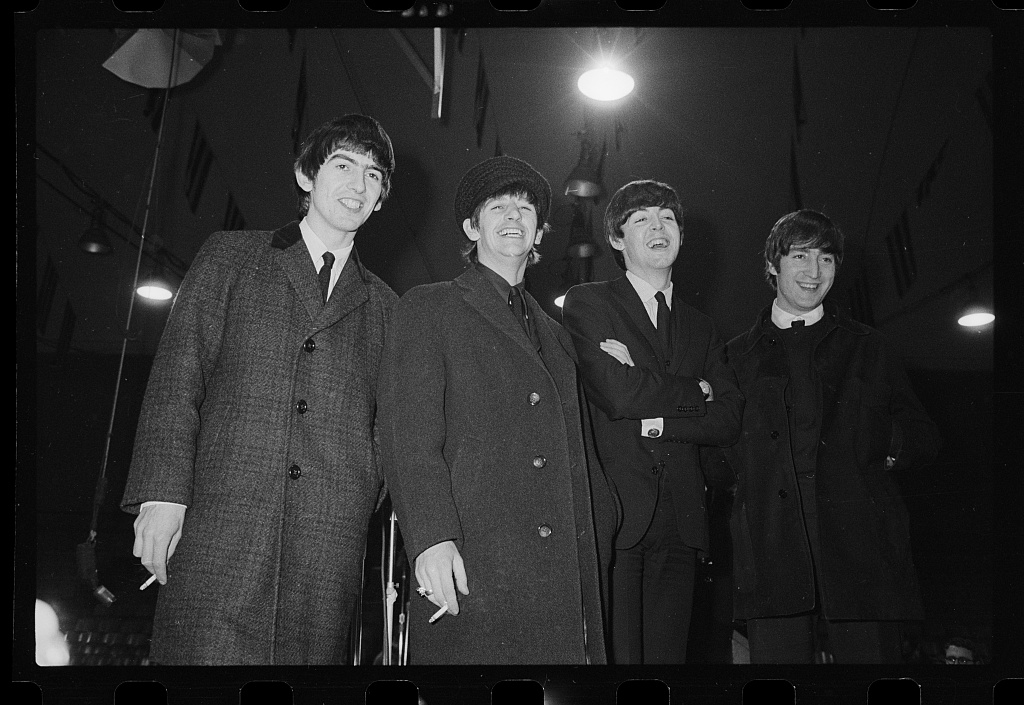
Die Beatles während einer Pressekonferenz auf dem John F. Kennedy International Airport am 7. Februar 1964

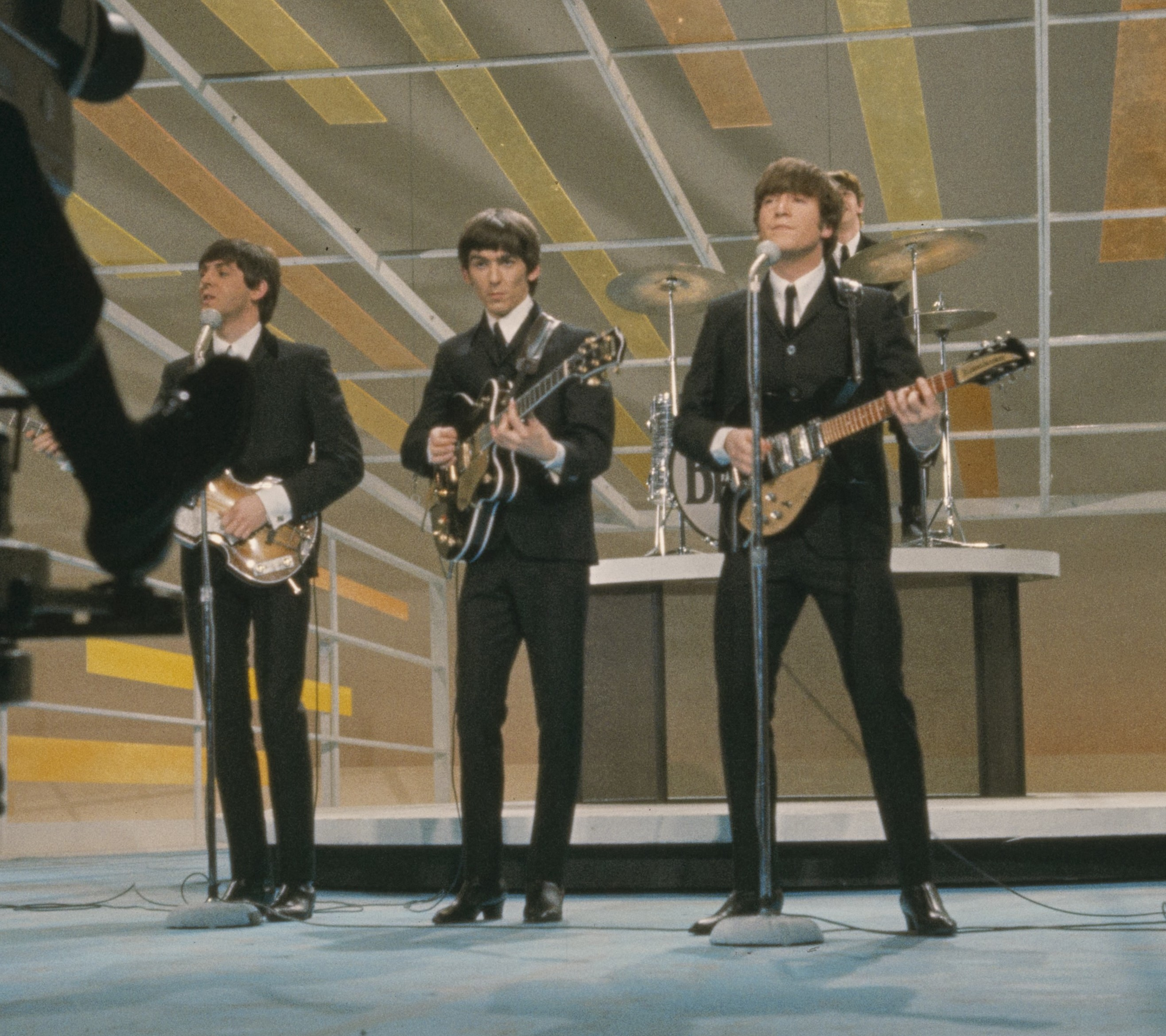
Die Beatles in der Ed Sullivan Show, Februar 1964

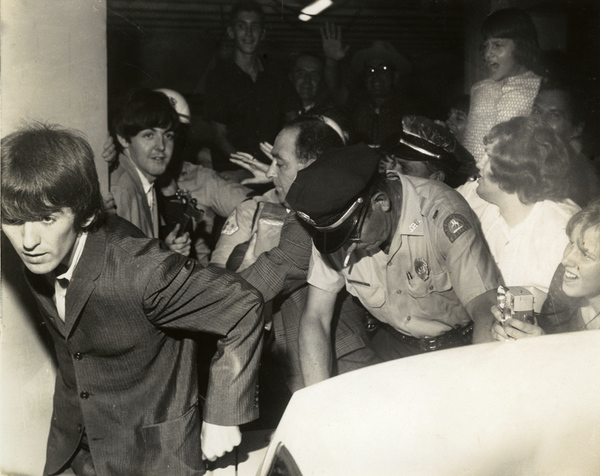
George Harrison und Paul McCartney auf der USA-Tour, 1964

Am 26. Dezember 1963 erschien mit I Want to Hold Your Hand die erste Single der Beatles bei Capitol Records, sie stieg am 18. Januar 1964 auf Platz 45 in die Billboard Hot 100 ein. Zwei Wochen später führte I Want to Hold Your Hand die Charts an. Es war der kommerzielle Durchbruch für die Beatles in den USA. Das Album Meet the Beatles! erreichte die Nummer-Eins-Position am 15. Februar 1964 in den US-amerikanischen Billboard 200, wo es elf Wochen blieb. Bis Ende 1966 wurden in den USA mehr als fünf Millionen Exemplare verkauft.
Vom 7. bis zum 22. Februar 1964 begaben sich die Beatles auf eine Werbetour in die USA. Am 7. Februar 1964 landeten die Beatles in einem PanAm-Flugzeug auf dem New Yorker Flughafen, wo 5000 Fans und 200 Journalisten sie auf dem Rollfeld empfingen. Im Flughafengebäude fand eine große Pressekonferenz statt.
Frage: “Will you sing something?” („Singen Sie etwas für uns?“)

Lennon: “No, we need money first.” („Nein, nicht ohne vorherige Bezahlung.“)

Frage: “What is the secret of your success?” („Was ist das Geheimnis Ihres Erfolgs?“)

Starr: “We have a press agent.” („Wir haben einen Pressesprecher.“)

Frage: “What do you think of the campaign in Detroit to stamp out the Beatles?” („Was meinen Sie zur Kampagne in Detroit, die Beatles auszulöschen?“)

McCartney: “We have a campaign to stamp out Detroit.” („Wir haben eine Kampagne, um Detroit auszulöschen.“)

Frage: “What do you believe is the reason you are the most popular singing group today?” („Was ist Ihrer Meinung der Grund dafür, dass Sie momentan die populärste Musikgruppe sind?“)

Lennon: “We’ve no idea. If we did we’d get four long-haired boys, put them together, and become their managers.” („Wir haben keine Ahnung. Wenn wir es wüssten, würden wir vier langhaarige Jungs suchen und sie managen.“)

Frage: “What do you do when you’re cooped up in a hotel room between shows?” („Was machen Sie, während Sie im Hotelzimmer auf ihre Auftritte warten?“)

Harrison: “We ice-skate.” („Wir laufen Schlittschuh.“)

Frage: “How did you find America?” („Wie fanden Sie Amerika?“ [diese Formulierung ist im Englischen ebenso doppeldeutig wie im Deutschen])

Lennon: “We went to Greenland and made a left turn.” („Wir sind bei Grönland links abgebogen.“)
Am 9. Februar 1964 traten die Beatles mit fünf Liedern in der populären Ed Sullivan Show auf. 73,7 Millionen Zuschauer an den Fernsehgeräten verfolgten die Live-Sendung. Am 10. Februar 1964 gaben die Beatles im New Yorker Plaza Hotel eine Pressekonferenz. Am 11. Februar 1964 fuhren die Beatles mit dem Zug von New York nach Washington, dort erfolgte das erste Konzert der Beatles in den USA vor 8092 Fans im Washington Coliseum.
Am 12. Februar 1964 folgte das zweite Konzert in der New Yorker Carnegie Hall, gefolgt von einem weiteren Auftritt in der Ed Sullivan Show am 16. Februar, der im Deauville Hotel in Miami Beach stattfand. Die Beatles kehrten am 22. Februar 1964 nach London zurück.
Am 7. Februar 1964, zwei Stunden vor der Ankunft der Beatles, beauftragte die britische Fernsehgesellschaft Granada die bereits bekannten Dokumentarfilmer Albert und David Maysles, den ersten Amerikabesuch der Beatles für ein 30-minütiges TV-Special zu drehen, das in Großbritannien ausgestrahlt werden sollte. Die Maysles-Brüder machten aus dem umfangreichen Filmmaterial, das sie mit den Beatles gedreht hatten, einen 81-minütigen abendfüllenden Dokumentarfilm mit dem Titel What’s Happening! The Beatles in the U.S.A. Der Film der Brüder Maysles wurde im Dokumentarfilmstil mit Handkameras gedreht, ohne Drehbuch und Kommentare. Zu sehen sind die Beatles als Gefangene ihres Ruhmes, wie sie ihre Zeit zwischen Promotionauftritten in einem Hotelzimmer verbringen, wie sie in den New Yorker Club Peppermint Lounge sind. Weitere Szenen aus What’s Happening! The Beatles in the U.S.A zeigen Murray the K als Discjockey, Brian Epstein als Manager oder Mal Evans als Roadmanager der Beatles.

## Handlung und Entstehung
Auf Basis des oben erwähnten Films What’s Happening! The Beatles in the U.S.A. fügte der Regisseur David Tedeschi Archivmaterial und Auftritte der Beatles im Februar 1964 in der Ed Sullivan Show und im Washington Coliseum in Washington, D.C. hinzu, darüber hinaus wurden aktuelle Interviews von Paul McCartney, Ringo Starr, Ronnie Spector, Smokey Robinson, Ronald Isley, David Lynch und diversen Zeitzeugen eingeblendet, die jeweils ihren damaligen Eindruck über die Beatles rekapitulieren. Weitere ältere Interviews von John Lennon, Paul McCartney, George Harrison, Ringo Starr, Little Richard und weiteren Personen werden ebenfalls verwendet. Die Arbeiten am Film dauerten laut Aussage des Regisseurs ein Jahr, zuvor wurde das infrage kommende Material gesichtet.
Beatles ’64 dokumentiert den kulturellen Einfluss der Beatles auf die Vereinigten Staaten nach ihrem ersten dreiwöchigen Besuch dort im Februar 1964. Zu Beginn des Films wird die Ermordung des US-amerikanischen Präsidenten John F. Kennedy im November 1963 und die anschließende Trauer thematisiert. In dieser Zeit kamen die Beatles in die USA und der US-amerikanische Autor Joe Queenan sagt aus heutiger Sicht im Film: „Für die Amerikaner kamen sie (Beatles) ungefähr vom Mars, denn kaum jemand wusste, wo oder was Liverpool ist.“ Jamie Bernstein, Tochter des Komponisten und Dirigenten Leonard Bernstein und damaliger Fan, erinnert sich an den Abend an den die Beatles im US-Fernsehen in der Ed Sullivan Show waren, daraufhin wurde erstmals ein kleiner Fernseher an den Dinnertisch gebracht und auch ihr Vater war vom Auftritt beeindruckt. Im Film wird unter anderen die Familie Gonzales gezeigt, Vater und drei Töchter, wie sie die Ed Sullivan Show sehen und ihre Reaktion auf den Auftritt. Weiterhin enthält Beatles ’64 Interviews aus 1964 mit New Yorkern, die ihre Meinung zu den Beatles kundtun.
Der Film wurde digital in 4K restauriert, die Musik der Liveauftritte wurde von Giles Martin mit einer von Peter Jacksons WingNut Films entwickelten Demixing-Technologie neu abgemischt.
Produziert wurde der Film von Martin Scorsese, Olivia Harrison, Paul McCartney, Ringo Starr, Sean Lennon, Margaret Bodde, Jonathan Clyde und Mikaela Beardsley, wobei Jeff Jones und Rick Yorn als ausführende Produzenten fungierten.
Die Filmpremiere fand am 24. November 2024 im Hudson Square Theater in New York City statt, Anwesende waren unter anderen Paul und Nancy McCartney, Martin Scorsese, David Tedeschi, der Disney-Manager Bob Iger, Sean Ono Lennon, Olivia Harrison, Margaret Bodde, Jonathan Clyde, Emma Stone, Amy Schumer, Chris Rock, James Taylor, Elvis Costello, Andy Cohen, Steven Van Zandt, Faith Hill und Tim McGraw. Nach der Vorführung gab es eine Fragerunde mit Martin Scorsese und David Tedeschi, die von Schauspieler Ethan Hawke moderiert wurde.
Der Dokumentarfilm debütierte am 29. November 2024 auf Disney+.

## Soundtrackalbum
Das Soundtrackalbum des Films wurde am 22. November 2024 unter dem Titel Beatles ’64 (Music from the Disney+ Documentary), eine Woche vor der Veröffentlichung des Dokumentarfilms, auf Streaming-Plattformen veröffentlicht. Das Album enthält Studioaufnahmen der Beatles von Songs, die im Film zu hören sind, sowie die Originalversionen von Liedern der Künstler, die die Beatles gecovert haben. Weiterhin enthält das Album eine Coverversion von Yesterday, die von Smokey Robinson and the Miracles in der Ed Sullivan Show im Jahr 1968 gesungen wurde.
| Nr. | Lied                                                     | Autor                                                 | Interpret      | Länge Stereoversion |
| --- | -------------------------------------------------------- | ----------------------------------------------------- | -------------- | ------------------- |
| 01  | She Loves You                                            | Lennon/McCartney                                      | The Beatles    | 2:22                |
| 02  | Please Please Me                                         | Lennon/McCartney                                      | The Beatles    | 2:00                |
| 03  | I Want to Hold Your Hand                                 | Lennon/McCartney                                      | The Beatles    | 2:26                |
| 04  | I`ve Been Good to You                                    | William Stevenson/Smokey Robinson                     | The Miracles   | 2:41                |
| 05  | You Really Got a Hold on Me                              | Smokey Robinson                                       | The Miracles   | 2:52                |
| 06  | You Really Got a Hold on Me                              | Smokey Robinson                                       | The Beatles    | 2:27                |
| 07  | Yesterday (Live on The Ed Sullivan Show, March 31, 1968) | Lennon/McCartney                                      | The Miracles   | 3:18                |
| 08  | Till There Was You                                       | Meredith Willson                                      | The Beatles    | 2:13                |
| 09  | I Saw Her Standing There                                 | Lennon/McCartney                                      | The Beatles    | 2:53                |
| 10  | Money (That’s What I Want)                               | Berry Gordy/Janie Bradford                            | Barrett Strong | 2:37                |
| 11  | Money (That’s What I Want)                               | Berry Gordy/Janie Bradford                            | The Beatles    | 2:49                |
| 12  | From Me to You                                           | Lennon/McCartney                                      | The Beatles    | 1:57                |
| 13  | Long Tall Sally                                          | Enotris Johnson / Richard Penniman / Robert Blackwell | Little Richard | 2:07                |
| 14  | Long Tall Sally                                          | Enotris Johnson / Richard Penniman / Robert Blackwell | The Beatles    | 2:02                |
| 15  | Baby It’s You                                            | Burt Bacharach / Barney Williams / Mack David         | The Beatles    | 2:40                |
| 16  | Twist and Shout                                          | Phil Medley / Bert Russell                            | The Beatles    | 2:34                |
| 17  | It Won’t Be Long                                         | Lennon/McCartney                                      | The Beatles    | 2:13                |
| 18  | This Boy                                                 | Lennon/McCartney                                      | The Beatles    | 2:19                |
| 19  | Roll Over Beethoven                                      | Chuck Berry                                           | Chuck Berry    | 2:24                |
| 20  | Roll Over Beethoven                                      | Chuck Berry                                           | The Beatles    | 2:45                |